# Bataille de Mga
Seconde Guerre mondiale
Batailles
Front de l’Est

Prémices :
- Campagne de Pologne
- Guerre d'Hiver

Guerre germano-soviétique :
- 1941 : l'invasion de l'URSS

- Opération Barbarossa

Front nord : 
- Guerre de Continuation
- Opération Silberfuchs
- Siège de Léningrad

Front central : 
- 2e bataille de Brest-Litovsk
- Bataille de Białystok–Minsk
- 1re bataille de Smolensk
- Bataille de Kiev

Front sud : 
- Siège d'Odessa
- Campagne de Crimée

- 1941-1942 : la contre-offensive soviétique

Front nord : 
- Poche de Demiansk
- Poche de Kholm

Front central : 
- Bataille de Moscou

Front sud : 
- Seconde bataille de Kharkov

- 1942-1943 : de Fall Blau à la 3e bataille de Kharkov

Front nord : 
- Offensive de Siniavino
- Opération Iskra
- Bataille de Krasny Bor
- Opération Poliarnaïa Zvezda

Front central : 
- Opération Mars

Front sud : 
- Bataille du Caucase (opération Fall Blau)
- Bataille de Stalingrad
- Opération Uranus
- Opération Saturne
- Offensive d'Ostrogojsk-Rossoch
- Offensive de Voronej-Kastornoe
- Opération Gallop
- Opération Étoile
- Troisième bataille de Kharkov

- 1943-1944 : libération de l'Ukraine et de la Biélorussie

Front central : 
- 2e bataille de Smolensk
- Opération Bagration

Front sud : 
- Bataille de Koursk
- Bataille du Dniepr
- Offensive Dniepr-Carpates
- Offensive de Crimée
- Offensive de Lvov-Sandomir

- 1944-1945 : campagnes d'Europe centrale et d'Allemagne

Allemagne : 
- Offensive Vistule-Oder
- Offensive de Poméranie orientale
- Siège de Breslau
- Offensive de Prusse-Orientale
- Bataille de Königsberg
- Bataille de Seelow
- Bataille de Bautzen
- Bataille de Berlin
- Capitulation allemande

Front nord et Finlande : 
- Guerre de Laponie
- Offensive Leningrad-Novgorod
- Bataille de Narva

Europe orientale : 
- Opération Margarethe
- Insurrection de Varsovie
- Soulèvement national slovaque
- Opération Panzerfaust
- Bataille de Budapest
- Opération Frühlingserwachen
- Offensive de Vienne
- Insurrection de Prague
- Offensive de Prague
- Bataille de Slivice

Front d’Europe de l’Ouest

Campagnes d'Afrique, du Moyen-Orient et de Méditerranée

Bataille de l’Atlantique

Guerre du Pacifique

Guerre sino-japonaise

Théâtre américain
La bataille de Mga, également appelée offensive de Mga, troisième bataille du lac Ladoga (Allemand: Dritte Ladoga-Schlacht), ou encore cinquième offensive Siniavino oppose les troupes soviétiques aux troupes allemandes, au sud du lac Ladoga sur le front de l’Est germano-soviétique pendant la Seconde Guerre mondiale en juillet, août et septembre 1943.
Le 22 juillet 1943, l'Armée rouge commence une offensive afin de soulager Leningrad qui était assiégée, contre le groupe d'armées Nord de la Wehrmacht. L’objectif soviétique était de prendre la liaison ferroviaire vers la métropole, mais surtout la jonction ferroviaire de Mga avec les hauteurs en amont de Siniavino. Du 22 juillet jusqu'à la fin des opérations le 25 septembre 1943, les troupes soviétiques n'ont pu obtenir que des succès partiels mineurs, mais ont subi, comme les troupes allemandes, des pertes élevées.

## Contexte
Avec la prise de Mga par les troupes allemandes le 29 août 1941, la dernière ligne de chemin de fer reliant Leningrad au reste du pays est paralysée. À la suite de la percée du siège de Leningrad lors de l'opération Iskra le 18 janvier 1943 un corridor terrestre, d'une largeur de 8 à 11 kilomètres, est ouvert entre Leningrad et le reste de l'Union soviétique. Cependant, ce couloir terrestre restant à portée de l'artillerie allemande positionnée sur les hauteurs de Siniavino, le quartier général du Haut Commandement Suprême (en) charge les troupes soviétiques de repousser les unités allemandes dans la région de Mga pour rétablir le contrôle du chemin de fer de Kirov et assurer une liaison ferroviaire fiable entre Leningrad et le reste de l'Union soviétique.
L'attaque devait être menée par la 8e armée du front de Volkhov sous les commandements de Filipp Starikov (en) et Kirill Meretskov et la 67e armée du front de Léningrad sous les commandements de Mikhail Dukhanov (en) et Leonid Govorov contre les troupes de la 18e armée allemande du groupe d'armées Nord sous les commandements de Georg Lindemann et Georg von Küchler.

## Première offensive: 22 juillet-22 août 1943
Front de Volkhov
Le 22 juillet 1943, à 6 h 35, après une heure et demie de préparation d'artillerie et une frappe aérienne massive, les troupes soviétiques passent à l'offensive.

Les unités du premier échelon de la 8e armée parviennent immédiatement à capturer la première ligne de défense de l'ennemi, mais l'offensive n'avance pas plus loin. Fin juillet, le commandement soviétique engage au combat les 379e (en) et 165edivisions de fusiliers (ru), qui remplacent les  18e (en) et 256edivisions de fusiliers (ru), mais cela ne change pas la donne en faveur de l'Armée rouge. Les divisions qui sont entrées dans la bataille ont subi de lourdes pertes, car les unités allemandes ont opposé une résistance féroce et ont constamment contre-attaqué.
Le 12 août, lors d'une nouvelle attaque, la 8e armée soviétique a réussi à prendre une forte tête de pont à l'est de la rivière Nasija près de Porechye, mais elle n'a pas réussi à percer vers Mga, malgré l'apport dans la bataille de la 311edivision de fusiliers (en), qui était la dernière réserve de la 8e armée. Le commandement allemand a pu renforcer rapidement la défense et pendant plusieurs jours, les troupes soviétiques ont tenté d'avancer davantage, mais n'ont pas obtenu de résultats significatifs.
Front de Leningrad
Le 22 juillet 1943, en même temps que les troupes de la 8e armée du front de Volkhov, des unités de la 67e armée passent à l'offensive et brisent partiellement les défenses ennemies, mais ne parviennent pas à exploiter le succès initial. Le commandement allemand renforce ses défenses avec des réserves, et envoie les 58e et 126e division de la 16e armée, et à la fin de l'opération la 61e division d'infanterie  permettant de stopper l'offensive soviétique. Toutefois des combats acharnés ont duré plusieurs semaines et les deux camps ont subi de lourdes pertes.
À la fin du mois d'août, les combats se sont progressivement apaisés.
Malgré des combats acharnés, les troupes soviétiques n'ont pas réussi à atteindre les objectifs fixés avant le début de l'opération, et la ligne de front dans la région des hauteurs de Siniavino ne différait que légèrement de la ligne de front au début de l'offensive soviétique.
| Mga Léningrad Lac Ladoga |

## Deuxième offensive: 15 au 25 septembre 1943
Sur ordre de la Stavka, les commandants des fronts de Volkhov (Kirill Meretskov) et de Léningrad (Leonid Govorov) préparèrent une nouvelle offensive quelques semaines seulement après l’échec de leurs premières opérations. 

Cette fois, les objectifs étaient beaucoup plus réduits car ils ne comprenaient que la prise des hauteurs de Siniavino.
Le front de Leningrad avait envoyé le 30e corps de fusiliers de la Garde (en) dans la région de Leningrad, puis l'avait déplacé dans la région au sud de Shlisselburg où il était subordonné à la 67e armée du général Mikhail Dukhanov (en).
Le plan était d’utiliser cette unité pour attaquer les hauteurs de Siniavino directement du nord. À gauche du corps, il devait être soutenu par les 43e et 123e divisions de fusiliers (ru), et à droite par les 120e (ru), 124e (ru) et 196e divisions de fusiliers (ru). De plus, les 11e (ru) et 268e divisions de fusiliers (ru) étaient déjà positionnées devant les hauteurs de Siniavino. 

La 8e armée du front de Volkhov sous le commandement du général Filipp Starikov (en) devait soutenir l’offensive par une attaque entre Voronovo et Gaitolovo sur une section de front de 13,5 km de large le long du chemin de fer de Kirov, d’abord à Slavyanka, colonie de Mikhaïlovski, puis à Mga.
Le matin du 15 septembre 1943, l'attaque recommence. À cette occasion, l’Armée rouge met en œuvre un nouveau concept d’artillerie. Cette fois, l'artillerie soviétique n'arrête pas son bombardement lorsque l’infanterie soviétique avance. L’attaque du 30e corps de fusiliers de la Garde (en) avec ses trois divisions a plus de succès que quelques semaines auparavant. Les 11e et 290e divisions d’infanterie allemandes ont été surprises par le nouveau concept d'artillerie et les unités d’attaque soviétiques ont réussi à gagner plusieurs centaines de mètres de terrain sur les hauteurs de Siniavino. Mais le commandement de la 18e armée allemande déplaça la 28. Jäger-Division ainsi que les 215e et 61e divisions d’infanterie au front. Avec cette mesure, les allemands ont rapidement arrêté l'intrusion soviétique. Dans les jours qui ont suivi, les unités de la 67e armée soviétique ont continué à attaquer la défense allemande afin d’avancer jusqu’à Mga. Cependant, ces tentatives ont échoué. L’attaque de la 8e armée soviétique par l’est peine également à gagner du terrain.
Le 18 septembre 1943, la Stavka permet la cessation des opérations offensives. Le 24 septembre, des combats pour les hauteurs reprennent brièvement avant que le front ne se stabilise de nouveau.